# Dora (Zeichentrickserie)/Episodenliste
Die Episodenliste listet alle Episoden der US-amerikanischen Zeichentrickserie Dora auf. Die Fernsehserie umfasst derzeit acht Staffeln mit insgesamt 196 Episoden.

## Übersicht
| Staffel | Episodenanzahl | Erstausstrahlung USA | Erstausstrahlung USA | Deutschsprachige Erstausstrahlung | Deutschsprachige Erstausstrahlung |
| Staffel | Episodenanzahl | Staffelpremiere      | Staffelfinale        | Staffelpremiere                   | Staffelfinale                     |
| ------- | -------------- | -------------------- | -------------------- | --------------------------------- | --------------------------------- |
| 1       | 26             | 31. August 2000      | 15. Oktober 2001     | 4. Februar 2006                   | 2. Mai 2006                       |
| 2       | 26             | 11. März 2003        | 19. Mai 2003         |                                   |                                   |
| 3       | 25             | 26. August 2003      | 20. April 2004       |                                   |                                   |
| 4       | 29             | 6. Oktober 2004      | 6. September 2005    |                                   |                                   |
| 5       | 24             | 18. September 2005   | 15. August 2010      |                                   |                                   |
| 6       | 19             | 5. November 2010     | 3. Februar 2012      |                                   |                                   |
| 7       | 19             | 10. Juli 2012        | 14. Januar 2013      |                                   |                                   |
| 8       | 28             | 18. März 2013        |                      | 28. März 2014                     | 9. Oktober 2015                   |

## Staffel 1
| Nr. (ges.) | Nr. (St.) | Deutscher Titel              | Originaltitel                     | Erstausstrahlung USA | Deutschsprachige Erstausstrahlung (D) | Regie       | Drehbuch    |
| ---------- | --------- | ---------------------------- | --------------------------------- | -------------------- | ------------------------------------- | ----------- | ----------- |
| 1          | 1         | Die Legende vom großen Huhn  | The Legend of the Big Red Chicken | 14. Aug. 2000        | 4. Feb. 2006                          | Gary Conrad | Eric Weiner |
| 2          | 2         | Mama - Dringend gesucht!     | Lost and Found                    | 15. Aug. 2000        | 5. Feb. 2006                          | Gary Conrad | Eric Weiner |
| 3          | 3         | Das Eisenbahnrennen          | Choo Choo                         | 21. Aug. 2000        | 12. Feb. 2006                         | Gary Conrad | Eric Weiner |
| 4          | 4         | Das gewaltige Hicksen        | Hic-Boom-Ohhh                     | 28. Aug. 2000        | 19. Feb. 2006                         | Gary Conrad | Eric Weiner |
| 5          | 5         | Eis, wir wollen Eis!         | We All Scream for Ice Cream       | 4. Sep. 2000         | 23. Feb. 2006                         | Gary Conrad | Eric Weiner |
| 6          | 6         | Die drei kleinen Schweinchen | Three Little Piggies              | 11. Sep. 2000        | 30. Jan. 2006                         | Gary Conrad | Eric Weiner |
| 7          | 7         | Die Schatzinsel              | Treasure Island                   | 18. Sep. 2000        | 30. Jan. 2006                         | Gary Conrad | Eric Weiner |
| 8          | 8         | Strandabenteuer              | Beaches                           | 25. Sep. 2000        | 31. Jan. 2006                         | Gary Conrad | Eric Weiner |
| 9          | 9         | Der große Fluss              | Big River                         | 9. Okt. 2000         | 1. Feb. 2006                          | Gary Conrad | Eric Weiner |
| 10         | 10        | Auf Beerensuche              | Berry Hunt                        | 30. Okt. 2000        | 2. Feb. 2006                          | Gary Conrad | Eric Weiner |
| 11         | 11        | Ein Sack voll Wünsche        | Wizzle Wishes                     | 13. Nov. 2000        | 3. Feb. 2006                          | Gary Conrad | Eric Weiner |
| 12         | 12        | Der Überraschungskorb        | Grandma's House                   | 13. Nov. 2000        | 6. Feb. 2006                          | Gary Conrad | Eric Weiner |
| 13         | 13        | Die Überraschungsparty       | Surprise!                         | 20. Nov. 2000        | 7. Feb. 2006                          | Gary Conrad | Eric Weiner |
| 14         | 14        | Kuhflug und Klebeband        | Sticky Tape                       | 27. Nov. 2000        | 8. Feb. 2006                          | Gary Conrad | Eric Weiner |
| 15         | 15        | Der Springe-Springe-Ball     | Bouncing Ball                     | 4. Dez. 2000         | 9. Feb. 2006                          | Gary Conrad | Eric Weiner |
| 16         | 16        | Rucksack-Zauber              | Backpack                          | 11. Dez. 2000        | 10. Feb. 2006                         | Gary Conrad | Eric Weiner |
| 17         | 17        | Fisch an Land                | Fish Out of Water                 | 18. Dez. 2000        | 13. Feb. 2006                         | Gary Conrad | Eric Weiner |
| 18         | 18        | Käfermamas Keks              | Bugga Bugga                       | 25. Dez. 2000        | 14. Feb. 2006                         | Gary Conrad | Eric Weiner |
| 19         | 19        | Kleiner Stern                | Little Star                       | 22. Jan. 2001        | 15. Feb. 2006                         | Gary Conrad | Eric Weiner |
| 20         | 20        | Der gerettete Prinz          | Dora Saves the Prince             | 5. Feb. 2001         | 16. Feb. 2006                         | Gary Conrad | Eric Weiner |
| 21         | 21        | Das Froschlied               | El Coquí                          | 2. Mai 2001          | 24. Apr. 2006                         | Gary Conrad | Eric Weiner |
| 22         | 22        | Der Schokoladenbaum          | The Chocolate Tree                | 3. Mai 2001          | 25. Apr. 2006                         | Gary Conrad | Eric Weiner |
| 23         | 23        | Böser Zauber                 | Te Amo                            | 4. Mai 2001          | 28. Apr. 2006                         | Gary Conrad | Eric Weiner |
| 24         | 24        | Die Zauberflöte              | Pablo's Flute                     | 1. Okt. 2001         | 26. Apr. 2006                         | Gary Conrad | Eric Weiner |
| 25         | 25        | Feier im Baumhaus            | To the Treehouse                  | 8. Okt. 2001         | 27. Apr. 2006                         | Gary Conrad | Eric Weiner |
| 26         | 26        | Der Rätselwettbewerb         | Call Me Mr. Riddles               | 15. Okt. 2001        | 2. Mai 2006                           | Gary Conrad | Eric Weiner |

## Staffel 2
| Nr. (ges.) | Nr. (St.) | Deutscher Titel             | Originaltitel           | Erstausstrahlung USA | Deutschsprachige Erstausstrahlung (D) | Regie       | Drehbuch    |
| ---------- | --------- | --------------------------- | ----------------------- | -------------------- | ------------------------------------- | ----------- | ----------- |
| 27         | 1         | Das Regenwolken-Lied        | The Big Storm           | 11. März 2002        | 3. Mai 2006                           | Gary Conrad | Eric Weiner |
| 28         | 2         | Wettrennen zur Bergspitze   | ¡Rápido, Tico!          | 24. Sep. 2002        | 4. Mai 2006                           | Gary Conrad | Eric Weiner |
| 29         | 3         | Der Zauberstock             | The Magic Stick         | 12. März 2002        | 5. Mai 2006                           | Gary Conrad | Eric Weiner |
| 30         | 4         | Die Regenbogen-Rutschpartie | The Missing Piece       | 18. März 2002        | 8. Mai 2006                           | Gary Conrad | Eric Weiner |
| 31         | 5         | Der verschwundene Bär       | Lost Squeaky            | 25. März 2002        | 9. Mai 2006                           | Gary Conrad | Eric Weiner |
| 32         | 6         | Kätzchen in Not             | Rojo, The Fire Truck    | 19. März 2002        | 10. Mai 2006                          | Gary Conrad | Eric Weiner |
| 33         | 7         | Die Entführung              | Lost Map                | 16. Sep. 2002        | 11. Mai 2006                          | Gary Conrad | Eric Weiner |
| 34         | 8         | Ein schöner Muttertag       | El Dia De Las Madres    | 8. Mai 2002          | 12. Mai 2006                          | Gary Conrad | Eric Weiner |
| 35         | 9         | Dora spielt Fußball         | The Golden Explorers    | 1. Apr. 2002         | 12. Mai 2006                          | Gary Conrad | Eric Weiner |
| 36         | 10        | Fröhliche Weihnachten!      | A Present For Santa     | 11. Dez. 2002        | 13. Juni 2006                         | Gary Conrad | Eric Weiner |
| 37         | 11        | Doktor Dora                 | Doctor Dora             | 26. März 2002        | 15. Mai 2006                          | Gary Conrad | Eric Weiner |
| 38         | 12        | Pony-Express                | Pinto, The Pony Express | 18. Sep. 2002        | 16. Mai 2006                          | Gary Conrad | Eric Weiner |
| 39         | 13        | León, der Zirkuslöwe        | León, The Circus Lion   | 14. Juli 2003        | 17. Mai 2006                          | Gary Conrad | Eric Weiner |
| 40         | 14        | Jahrmarkt-Vergnügen         | The Big Pinata          | 19. Sep. 2002        | 18. Mai 2006                          | Gary Conrad | Eric Weiner |
| 41         | 15        | Der fröhliche Troll         | The Happy Old Troll     | 20. Sep. 2002        | 19. Mai 2006                          | Gary Conrad | Eric Weiner |
| 42         | 16        | Der magische Umhang         | Super Map!              | 14. Okt. 2002        | 24. Apr. 2006                         | Gary Conrad | Eric Weiner |
| 43         | 17        | Ein Brief für Swiper        | A Letter For Swiper     | 20. Jan. 2003        | 22. Mai 2006                          | Gary Conrad | Eric Weiner |
| 44         | 18        | Auf dem Klettergerüst       | To The Monkey Bars      | 28. Apr. 2003        | 5. Okt. 2006                          | Gary Conrad | Eric Weiner |
| 45         | 19        | Dora rettet die Musik       | Dora, La Musico         | 27. Jan. 2003        | 20. Mai 2006                          | Gary Conrad | Eric Weiner |
| 46         | 20        | Das große Versteckspiel     | Hide And Go Seek        | 5. Mai 2003          | 21. Mai 2006                          | Gary Conrad | Eric Weiner |
| 47         | 21        | Der Fotowettbewerb          | Click                   | 5. Nov. 2002         | 16. Okt. 2006                         | Gary Conrad | Eric Weiner |
| 48         | 22        | Auf Eiersuche               | Egg Hunt                | 31. März 2003        | 5. Jan. 2007                          | Gary Conrad | Eric Weiner |
| 49         | 23        | Die Superspione             | Super Spies             | 24. Apr. 2003        | 18. Okt. 2006                         | Gary Conrad | Eric Weiner |
| 50         | 24        | Der Schulhamster            | School Pet              | 12. Mai 2003         | 2. Feb. 2007                          | Gary Conrad | Eric Weiner |
| 51         | 25        | Geburtstagskind gesucht     | Whose Birthday Is It?   | 26. Mai 2003         | 6. Feb. 2007                          | Gary Conrad | Eric Weiner |
| 52         | 26        | Entchen sucht Mama          | Quack! Quack!           | 19. Mai 2003         | 14. Apr. 2006                         | Gary Conrad | Eric Weiner |

## Staffel 3
| Nr. (ges.) | Nr. (St.) | Deutscher Titel               | Originaltitel                | Erstausstrahlung USA | Deutschsprachige Erstausstrahlung (D) | Regie       | Drehbuch    |
| ---------- | --------- | ----------------------------- | ---------------------------- | -------------------- | ------------------------------------- | ----------- | ----------- |
| 53         | 1         | Dora und das kleine Lamm      | Dora Had A Little Lamb       | 26. Aug. 2003        | 19. März 2007                         | Gary Conrad | Eric Weiner |
| 54         | 2         | Eiswagen in Not               | Stuck Truck                  | 8. Okt. 2003         | 19. März 2007                         | Gary Conrad | Eric Weiner |
| 55         | 3         | Lauter!                       | Louder!                      | 21. Apr. 2004        | 1. Apr. 2007                          | Gary Conrad | Eric Weiner |
| 56         | 4         | Roboter Roberto               | Roberto the Robot            | 9. Okt. 2003         | 7. Juni 2007                          | Gary Conrad | Eric Weiner |
| 57         | 5         | Die Riesenkartoffel           | The Big Potato               | 10. Okt. 2003        | 8. Juni 2007                          | Gary Conrad | Eric Weiner |
| 58         | 6         | Dora im Weltraum              | Journey to the Purple Planet | 28. Okt. 2003        | 18. Juni 2007                         | Gary Conrad | Eric Weiner |
| 59         | 7         | Das verschwundene Spielzeug   | The Lost City                | 3. Juni 2003         | 20. Juni 2007                         | Gary Conrad | Eric Weiner |
| 60         | 8         | Hallo Diego                   | Meet Diego                   | 7. Okt. 2003         | 13. Feb. 2008                         | Gary Conrad | Eric Weiner |
| 61         | 9         | Rettet die Hündchen!          | Save the Puppies             | 14. Okt. 2003        | 9. Okt. 2007                          | Gary Conrad | Eric Weiner |
| 62,63      | 10,11     | Dora und die Piraten          | Dora's Pirate Adventure      | 27. Jan. 2004        | 14. Apr. 2012                         | Gary Conrad | Eric Weiner |
| 64         | 12        | Das Zauberwort                | ¡Por Favor!                  | 15. Okt. 2003        | 10. Okt. 2007                         | Gary Conrad | Eric Weiner |
| 65         | 13        | Das Dino-Baby                 | Baby Dino                    | 22. Okt. 2003        | 14. Feb. 2008                         | Gary Conrad | Eric Weiner |
| 66         | 14        | Ein ganz besonderer Tag       | Boots' Special Day           | 24. Okt. 2003        | 14. Feb. 2008                         | Gary Conrad | Eric Weiner |
| 67         | 15        | Die Reise zum Südpol          | To The South Pole            | 27. Okt. 2003        | 4. Feb. 2008                          | Gary Conrad | Eric Weiner |
| 68         | 16        | Dora rettet das Spiel         | Dora Saves the Game          | 11. Nov. 2003        | 5. Feb. 2008                          | Gary Conrad | Eric Weiner |
| 69         | 17        | Buh!                          | Boo!                         | 29. Okt. 2003        | 6. Feb. 2008                          | Gary Conrad | Eric Weiner |
| 70         | 18        | Im Märchenland                | What Happens Next?           | 16. Okt. 2003        | 7. Feb. 2008                          | Gary Conrad | Eric Weiner |
| 71         | 19        | Drei Freunde in Not           | Rescue, Rescue, Rescue!      | 13. Okt. 2003        | 26. Feb. 2008                         | Gary Conrad | Eric Weiner |
| 72         | 20        | Der verschwundene Muscheldino | Boots' Cuddly Dinosaur       | 19. Apr. 2004        | 8. Feb. 2008                          | Gary Conrad | Eric Weiner |
| 73         | 21        | Die super-alberne Party       | The Super Silly Fiesta       | 12. Apr. 2004        | 11. Feb. 2008                         | Gary Conrad | Eric Weiner |
| 74         | 22        | Alles voller Löcher!          | The Fix-It Machine           | 17. Okt. 2003        | 12. Feb. 2008                         | Gary Conrad | Eric Weiner |
| 75         | 23        | Das große Baseball-Spiel      | Baseball Boots               | 23. Okt. 2003        | 14. Juni 2008                         | Gary Conrad | Eric Weiner |
| 76         | 24        | Das Tier-ABC                  | ABC Animals                  | 22. Apr. 2004        | 18. Juli 2008                         | Gary Conrad | Eric Weiner |
| 77         | 25        | Der verschollene Rubin        | Job Day                      | 20. Apr. 2004        | 10. Juli 2008                         | Gary Conrad | Eric Weiner |

## Staffel 4
| Nr. (ges.) | Nr. (St.) | Deutscher Titel                        | Originaltitel                      | Erstausstrahlung USA | Deutschsprachige Erstausstrahlung (D) |
| ---------- | --------- | -------------------------------------- | ---------------------------------- | -------------------- | ------------------------------------- |
| 78         | 1         | Die Sternenfängerin                    | Star Catcher                       | 6. Okt. 2004         | 28. Aug. 2008                         |
| 79         | 2         | Doras erstes Abenteuer                 | Dora’s First Trip                  | 7. Apr. 2006         | 11. Juli 2008                         |
| 80         | 3         | Dora’s Märchenabenteuer – Teil 1       | Dora’s Fairytale Adventure (1)     | 24. Sep. 2004        | ?                                     |
| 81         | 4         | Dora’s Märchenabenteuer – Teil 2       | Dora’s Fairytale Adventure (2)     | 24. Sep. 2004        | ?                                     |
| 82         | 5         | Auf zu den Sternen!                    | Star Mountain                      | 22. Feb. 2005        | 25. Okt. 2007                         |
| 83         | 6         | Die Klau-Maschine                      | Super Spies 2: The Swiping Machine | 23. Juli 2005        | 16. Sep. 2008                         |
| 84         | 7         | Schulweg-Lieder                        | La Maestra de Musica               | 22. Nov. 2004        | 17. Sep. 2008                         |
| 85         | 8         | Der vergessliche König                 | A Crown For King Juan el Bobo      | 3. Okt. 2005         | 11. Jan. 2009                         |
| 86         | 9         | Daisys 15. Geburtstag                  | Daisy’s Quinceañera                | 1. Okt. 2004         | 18. Sep. 2008                         |
| 87         | 10        | Rettet Diego                           | Save Diego                         | 23. Jan. 2006        | 4. Okt. 2008                          |
| 88         | 11        | Dora tanzt um die Wette – Teil 1       | Dora’s Dance to the Rescue (1)     | 11. Nov. 2005        | 13. Dez. 2010                         |
| 89         | 12        | Dora tanzt um die Wette – Teil 2       | Dora’s Dance to the Rescue (2)     | 11. Nov. 2005        | 13. Dez. 2010                         |
| 90         | 13        | Dora und der Freundschaftstag – Teil 1 | Dora’s World Adventure (1)         | 16. Nov. 2006        | ?                                     |
| 91         | 14        | Dora und der Freundschaftstag – Teil 2 | Dora’s World Adventure (2)         | 16. Nov. 2006        | ?                                     |
| 92         | 15        | Der Tag der besten Freunde             | Best Friends                       | 6. Okt. 2005         | 9. Juli 2008                          |
| 93         | 16        | Baby Bärs Rettung                      | Baby Jaguar’s Roar                 | 2. Juni 2006         | 11. Jan. 2009                         |
| 94         | 17        | Überraschung für einen Hund            | Dora’s Got A Puppy                 | 16. Mai 2005         | 11. Jan. 2009                         |
| 95         | 18        | Große Schwester Dora                   | Big Sister Dora                    | 21. März 2005        | 11. Jan. 2009                         |
| 96         | 19        | Das vergessene Lied                    | Boots to the Rescue                | 6. Nov. 2006         | 11. Jan. 2009                         |
| 97         | 20        | Die Super Babys                        | Super Babies                       | 28. März 2005        | 11. Jan. 2009                         |
| 98         | 21        | Ein tolles Team                        | We’re a Team                       | 20. Mai 2005         | 18. Jan. 2009                         |
| 99         | 22        | Auf der Suche nach den Jahreszeiten    | The Mixed-Up Seasons               | 5. Okt. 2005         | ?                                     |
| 100        | 23        | Der schüchterne Regenbogen             | The Shy Rainbow                    | 11. Jan. 2005        | ?                                     |
| 101        | 24        | Ein kleiner Krebs                      | Baby Crab                          | 25. Juni 2007        | ?                                     |
| 102        | 25        | Dora Saves the Mermaids – Teil 1       | Dora Saves the Mermaids (1)        | 5. Nov. 2007         | 12. Mai 2012                          |
| 103        | 26        | Dora Saves the Mermaids – Teil 2       | Dora Saves the Mermaids (2)        | 5. Nov. 2007         | 12. Mai 2012                          |
| 104        | 27        | Swiper, der Entdecker                  | Swiper the Explorer                | 22. Jan. 2005        | ?                                     |
| 105        | 28        | Zwillinge auf Irrfahrt                 | Catch the Babies                   | 4. Apr. 2005         | ?                                     |
| 106        | 29        | Boots fliegt weg!                      | Dora and Diego to the Rescue       | 6. Sep. 2005         | ?                                     |

## Staffel 5
| Nr. (ges.) | Nr. (St.) | Deutscher Titel                             | Originaltitel                        | Erstausstrahlung USA | Deutschsprachige Erstausstrahlung (D) |
| ---------- | --------- | ------------------------------------------- | ------------------------------------ | -------------------- | ------------------------------------- |
| 107        | 1         | Der Clown in der Schachtel                  | Dora’s Jack-in-the-Box               | 18. Sep. 2008        | ?                                     |
| 108        | 2         | Dora rettet die Schneeprinzessin – Teil 1   | Dora Saves The Snow Princess (1)     | 3. Nov. 2008         | ?                                     |
| 109        | 3         | Dora rettet die Schneeprinzessin – Teil 2   | Dora Saves The Snow Princess (2)     | 3. Nov. 2008         | ?                                     |
| 110        | 4         | Die Zwillingsparty                          | Bark, Bark to the Play Park          | 25. Sep. 2008        | ?                                     |
| 111        | 5         | Die Einhorn-Blumen                          | Isa’s Unicorn Flowers                | 17. Sep. 2008        | ?                                     |
| 112        | 6         | Bennys großes Rennen                        | Benny’s Big Race                     | 16. Sep. 2008        | ?                                     |
| 113        | 7         | Der erste Schultag                          | First Day of School                  | 7. Sep. 2008         | ?                                     |
| 114        | 8         | Überraschung am Dreikönigstag               | Dora Saves Three Kings Day           | 6. Jan. 2009         | ?                                     |
| 115        | 9         | Die Rucksack-Parade                         | The Backpack Parade                  | 15. Sep. 2008        | ?                                     |
| 116        | 10        | Der springende Boots                        | Bouncy Boots                         | 18. Nov. 2008        | ?                                     |
| 117        | 11        | Ballspielen bei den Mayas                   | The Mayan Adventure                  | 17. Nov. 2008        | ?                                     |
| 118        | 12        | Dora rettet das Kristallkönigreich – Teil 1 | Dora Saves the Crystal Kingdom (1)   | 1. Nov. 2009         | ?                                     |
| 119        | 13        | Dora rettet das Kristallkönigreich – Teil 2 | Dora Saves the Crystal Kingdom (2)   | 1. Nov. 2009         | ?                                     |
| 120        | 14        | Dora und die drei kleinen Schweinchen       | Dora Saves the Three Lil’ Piggies    | 5. Juni 2009         | ?                                     |
| 121        | 15        | Das verzauberte Huhn                        | The Big Red Chicken’s Magic Show     | 19. Nov. 2008        | ?                                     |
| 122        | 16        | Sperrmülltag                                | Benny’s Treasure                     | 20. Nov. 2008        | ?                                     |
| 123        | 17        | Superbabys Abenteuer                        | The Super Babies Dream Adventure     | 30. Nov. 2009        | ?                                     |
| 124        | 18        | Doras Weihnachtsabenteuer – Teil 1          | Dora’s Christmas Carol Adventure (1) | 6. Dez. 2009         | ?                                     |
| 125        | 19        | Doras Weihnachtsabenteuer – Teil 2          | Dora’s Christmas Carol Adventure (2) | 6. Dez. 2009         | ?                                     |
| 126        | 20        | Der Schatz des Piratenaffen                 | Pirate Treasure Hunt                 | 6. Nov. 2010         | ?                                     |
| 127        | 21        | Dora hilft dem Geburtstags-Wizzle           | Dora Helps the Birthday Wizzle       | 21. Jan. 2010        | ?                                     |
| 128        | 22        | Bananen für Boots                           | Boots’ Banana Wish                   | 1. Okt. 2010         | ?                                     |
| 129        | 23        | Doras Geburtstags-Abenteuer – Teil 1        | Dora’s Birthday Adventure (1)        | 15. Aug. 2010        | ?                                     |
| 130        | 24        | Doras Geburtstags-Abenteuer – Teil 2        | Dora’s Birthday Adventure (2)        | 15. Aug. 2010        | ?                                     |

## Staffel 6
| Nr. (ges.) | Nr. (St.) | Deutscher Titel                    | Originaltitel                                                        | Erstausstrahlung USA | Deutschsprachige Erstausstrahlung (D) |
| ---------- | --------- | ---------------------------------- | -------------------------------------------------------------------- | -------------------- | ------------------------------------- |
| 131        | 1         | Ausflug zu den Sternen             | Dora’s Pegasus Adventure                                             | 5. Nov. 2010         | ?                                     |
| 132        | 2         | Happy Birthday, Superbabies!       | Happy Birthday, Super Babies!                                        | 15. Nov. 2010        | ?                                     |
| 133        | 3         | Schnipp schnapp Haare ab!          | Dora’s Hair-Raising Adventure                                        | 16. Nov. 2010        | ?                                     |
| 134        | 4         | Winky will heim                    | Baby Winky Comes Home                                                | 17. Nov. 2010        | ?                                     |
| 135        | 5         | Die Hochzeit des mürrischen Trolls | The Grumpy Old Troll Gets Married                                    | 14. Feb. 2011        | 6. Dez. 2011                          |
| 136        | 6         | Halloween Parade                   | Halloween Parade                                                     | 24. Okt. 2011        | 31. Okt. 2012                         |
| 137        | 7         | Camping Trip                       | Camping Trip                                                         | 20. Mai 2011         | 28. März 2013                         |
| 138        | 8         | Dora im Trollland                  | Dora in Troll Land                                                   | 1. Juli 2011         | 29. März 2013                         |
| 139        | 9         | Doras Ballettabenteuer             | Dora’s Ballet Adventure                                              | 14. März 2011        | 11. Sep. 2011                         |
| 140        | 10        | Boots erstes Fahrrad               | Boots’ First Bike                                                    | 8. Apr. 2011         | 15. März 2012                         |
| 141        | 11        | Pepe kommt in die Schule           | Pepe the Pig’s School Adventure                                      | 9. Sep. 2011         | 1. Apr. 2013                          |
| 142        | 12        | Abenteuer im Zauberwald – Teil 1   | Dora’s Enchanted Forest Adventure, Part 1: Tale of the Unicorn King  | 17. Okt. 2011        | 17. Mai 2013                          |
| 143        | 13        | Abenteuer im Zauberwald – Teil 2   | Dora’s Enchanted Forest Adventure, Part 2: The Secret of Atlantis    | 14. Nov. 2011        | 21. Mai 2013                          |
| 144        | 14        | Abenteuer im Zauberwald – Teil 3   | Dora’s Enchanted Forest Adventure, Part 3: Dora Saves King Unicornio | 20. Nov. 2011        | 20. Dez. 2012                         |
| 145        | 15        | Doras und Diego retten Atlantis    | Dora and Diego Save Atlantis                                         | 30. Jan. 2012        | 21. Mai 2013                          |
| 146        | 16        | The Big Red Chicken’s Magic Wand   | The Big Red Chicken’s Magic Wand                                     | 31. Jan. 2012        | 24. Sep. 2012                         |
| 147        | 17        | Swipers Lieblingssachen            | Swiper’s Favorite Things                                             | 1. Feb. 2012         | 22. Juni 2012                         |
| 148        | 18        | Pinto gewinnt einen Preis          | A Ribbon For Pinto                                                   | 2. Feb. 2012         | 26. Sep. 2012                         |
| 149        | 19        | Doras Ritter-Abenteuer             | Dora’s Knighthood Adventure                                          | 3. Feb. 2012         | 25. Sep. 2012                         |

## Staffel 7
| Nr. (ges.) | Nr. (St.) | Deutscher Titel                        | Originaltitel                          | Erstausstrahlung USA | Deutschsprachige Erstausstrahlung (D) |
| ---------- | --------- | -------------------------------------- | -------------------------------------- | -------------------- | ------------------------------------- |
| 150        | 1         | Dora’s Rescue in Mermaid Kingdom       | Dora’s Rescue in Mermaid Kingdom       | 10. Juli 2012        | 17. März 2012                         |
| 151        | 2         | Doras Oster-Abenteuer                  | Dora’s Easter Adventure                | 2. Apr. 2012         | 30. März 2012                         |
| 152        | 3         | Die Vatertags-Überraschung             | Feliz Dia de los Padres                | 22. Juni 2012        | 27. Sep. 2012                         |
| 153        | 4         | Benny auf der Kokosnuß-Insel           | Castaway Benny                         | 17. Okt. 2012        | 19. März 2013                         |
| 154        | 5         | Doras fantastisches Gymnastikabenteuer | Dora’s Fantastic Gymnastics Adventure  | 13. Aug. 2012        | 24. Aug. 2012                         |
| 155        | 6         | Abenteuer im Mondschein                | Dora’s Moonlight Adventure             | 14. Sep. 2012        | 19. Jan. 2014                         |
| 156        | 7         | Little Puppys große Überraschung       | Perrito’s Big Surprise                 | 15. Okt. 2012        | 20. März 2013                         |
| 157        | 8         | Rettung am Thanksgiving-Tag            | Dora’s Thanksgiving Day Parade         | 19. Nov. 2012        | 21. März 2013                         |
| 158        | 9         | Dora bei der Kinderärztin              | Check Up Day                           | 14. Nov. 2012        | 22. Nov. 2013                         |
| 159        | 10        | Little Maps erste Schatzkarte          | Little Map                             | 15. Nov. 2012        | 20. Jan. 2014                         |
| 160        | 11        | Baby-Bongos große Musik-Show           | Baby Bongo’s First Music Show          | 18. Okt. 2012        | 18. März 2013                         |
| 161        | 12        | Malen macht Spaß!                      | ¡Vamos a Pintar!                       | 13. Nov. 2012        | 22. März 2013                         |
| 162        | 13        | Zauberhafter Schmetterlingsball        | The Butterfly Ball                     | 16. Jan. 2013        | 22. Jan. 2014                         |
| 163        | 14        | Umwelttag in der Schule                | School Science Fair                    | 7. Sep. 2012         | 30. Aug. 2013                         |
| 164        | 15        | Der fantastische Zirkus der Tiere      | Dora and Diego’s Amazing Animal Circus | 16. Okt. 2012        | 23. Jan. 2014                         |
| 165        | 16        | Dora rettet Don Quijote, Teil 1        | Dora’s Royal Rescue, Part 1            | 5. Nov. 2012         | 16. Nov. 2012                         |
| 166        | 17        | Dora rettet Don Quijote, Teil 2        | Dora’s Royal Rescue, Part 2            | 5. Nov. 2012         | 16. Nov. 2012                         |
| 167        | 18        | Die Buch-Entdecker                     | Book Explorers                         | 26. Nov. 2012        | 24. Jan. 2014                         |
| 168        | 19        | Dora rockt!                            | Dora Rocks!                            | 14. Jan. 2013        | 13. Sep. 2013                         |

## Staffel 8
| Nr. (ges.) | Nr. (St.) | Deutscher Titel                        | Originaltitel                           | Erstausstrahlung USA | Deutschsprachige Erstausstrahlung (D) |
| ---------- | --------- | -------------------------------------- | --------------------------------------- | -------------------- | ------------------------------------- |
| 169        | 1         | Einsatz für Dora und Little Puppy      | Dora and Perrito to the Rescue          | 18. März 2013        | 28. März 2014                         |
| 170        | 2         | Doras Hundebaby-Badetag                | Puppies Galore                          | 20. März 2013        | 23. Mai 2014                          |
| 171        | 3         | Dora verfolgt den Formenzug            | Catch that Shape Train                  | 3. Juni 2013         | 6. Juni 2014                          |
| 172        | 4         | Das Lied der drei Kätzchen             | Kittens in Mittens                      | 5. Juni 2013         | 22. Sep. 2014                         |
| 173        | 5         | Doras großes Rollschuh-Abenteuer       | Dora’s Great Roller Skate Adventure     | 22. Sep. 2013        | 9. Mai 2014                           |
| 174        | 6         | Dora rettet Clean-Cars Geburtstag      | Verde’s Birthday Party!                 | 30. Sep. 2013        | 2. Mai 2014                           |
| 175        | 7         | Doras und Sparkys Pferde-Abenteuer     | Dora’s and Sparky’s Riding Adventure!   | 2. Okt. 2013         | 23. Mai 2014                          |
| 176        | 8         | Doras Regenwald-Talentshow             | Dora’s Rainforest Talent Show           | 28. Okt. 2013        | 24. Sep. 2014                         |
| 177        | 9         | Dora und Diego bei den Dinos           | Dora and Diego in the Time of Dinosaurs | 30. Okt. 2013        | 25. Sep. 2014                         |
| 178        | 10        | Doras Eislauf-Spektakel                | Dora’s Ice Skating Spectacular          | 25. Nov. 2013        | 23. Sep. 2014                         |
| 179        | 11        | Dora und die Felsen-Achterbahn         | Riding the Roller Coaster Rocks         | 24. Jan. 2014        | 16. Mai 2014                          |
| 180        | 12        | Dora im Wunderland – Teil 1            | Dora in Wonderland (1)                  | 10. März 2014        | 26. Sep. 2014                         |
| 181        | 13        | Dora im Wunderland – Teil 2            | Dora in Wonderland (2)                  | 10. März 2014        | 26. Sep. 2014                         |
| 182        | 14        | Doras Übernachtungsabenteuer im Museum | Dora’s Museum Sleepover Adventure       | 27. März 2014        | 20. Nov. 2014                         |
| 183        | 15        | Doras großes Fußballfinale             | Dora’s Super Soccer Showdown            | 5. Juni 2014         | 6. Juni 2014                          |
| 184        | 16        | Dora rettet das Märchenland – Teil 1   | Dora Save Fairytale Land (1)            | 7. Juli 2019         | 19. Jan. 2013                         |
| 185        | 17        | Dora rettet das Märchenland – Teil 2   | Dora Save Fairytale Land (2)            | 7. Juli 2019         | 19. Jan. 2013                         |
| 186        | 18        | Doras Nachtlicht-Abenteuer             | Dora’s Night Light Adventure            | 14. Juli 2019        | 11. Sep. 2015                         |
| 187        | 19        | Dora und Boots helfen der guten Fee    | Dora’s Fairy Godmother Rescue           | 21. Juli 2019        | 9. Okt. 2015                          |
| 188        | 20        | Dora rettet die Zauberbaum-Tiere       | Dora’s Animalito Adventure              | 28. Juli 2019        | 10. Sep. 2015                         |
| 189        | 21        | Dora und das müde Bärenkind            | Dora and the Very Sleepy Bear           | 4. Aug. 2019         | 7. Okt. 2015                          |
| 190        | 22        | Auf zur Musikschule!                   | Let’s Go to Music School                | 9. Aug. 2019         | 3. Sep. 2015                          |